# Alissonotum pittinoi
Alissonotum pittinoi är en skalbaggsart som beskrevs av S. Endrödi 1985. Alissonotum pittinoi ingår i släktet Alissonotum och familjen Dynastidae. Inga underarter finns listade i Catalogue of Life.